# Жилкинский, Семён Иванович
Жилкинский Семён Иванович (14 сентября 1897, Алексеевская, область Войска Донского — 20 октября 1974, Кривой Рог, Днепропетровская область) — советский учёный-геолог. Профессор (1960).

## Биография
Родился 14 сентября 1897 года в станице Алексеевская.
Участник Первой мировой войны. С октября 1916 года — в 9-м передовом банно-прачечном отряде на Румынском фронте. В 1918—1919 годах — топограф в Екатеринославе, исследовал Днепровские пороги.
Член РКП(б) с января 1920 года. Участник Гражданской войны с августа 1920 года, служил в инженерных войсках на Юго-Западном фронте. До 1922 года — в составе частей Киевского военного округа. В 1923—1925 годах — секретарь Киевского союза горных специалистов. В 1925—1928 годах — ответственный секретарь Всеукраинского комитета Союза горных рабочих.
В 1932 году окончил Днепропетровский горный институт. С 1933 года работал старшим геологом Донецкой геологической базы.
С 1934 года — начальник рудоразведки треста «Руда» в Кривом Роге. В 1940 году — главный инженер Криворожского геологоразведочного треста.
В 1941—1945 годах — на руководящих геологических должностях в эвакуации в Казахстане.
В 1945—1954 годах — главный инженер геологоразведочного треста «Кривбассгеология».
В 1954—1968 годах — заведующий кафедрой геологии и разведки месторождений полезных ископаемых в Криворожском горнорудном институте. Депутат Криворожского городского совета.
Умер 20 октября 1974 года в Кривом Роге.

## Научная деятельность
Специалист в области геологии, разведки месторождений железистых кварцитов.

### Научные труды
- О методике глубинной разведки железных руд в Криворожском бассейне // Сборник научных трудов КГРИ. — 1961. — Вып. 10;
- Наукові основи раціональної методики детальної розвідки залізорудних родовищ Кривого Рогу // Геологічний журнал. — 1962. — № 1, т. 22;
- Геологорозвідувальні роботи у Криворізькому залізорудному басейні // Багатство надр України. — Киев, 1968.

## Награды
- орден Трудового Красного Знамени.